# جيم فين (لاعب كرة قدم أمريكية)
جيم فين (بالإنجليزية: Jim Finn)‏ هو لاعب كرة قدم أمريكية أمريكي، ولد في 9 ديسمبر 1976 في تينيك (نيوجيرسي) في الولايات المتحدة.

## وصلات خارجية
- جيم فين على موقع مرجع كرة القدم المحترفة.كوم (الإنجليزية)